# سحلية ليلية كوبية
السحلية الليلية الكوبية أو سحلية الليل الكوبية (الاسم العلمي: Cricosaura typica)، جنس سحالي من فصيلة السحالي الليلية. تستوطن جنوب كوبا. وهو العضو الوحيد في جنس السحلية الحلقية، وهو واحد من الأجناس الثلاثة في فصيلة السحالي الليلة.